# Alternative Manga
Alternative Manga sind japanische Comics, die nicht in den großen Manga-Magazinen publiziert werden und sich nicht den im Medium üblichen Stilen und Genres unterordnen. Ähnliches bezeichnet der Begriff Underground-Manga, der sich jedoch ähnlich wie amerikanische Underground Comix und ähnliche Alternative Comics gezielt von kommerziellen Angeboten abhebt. Die Werke richten sich fast ausschließlich an Erwachsene. Alternative Manga können auch solche sein, die zwar in kommerziellen, aber kleinen Magazinen erscheinen oder sich bewusst von verbreiteten Stilen oder Erzählstrukturen abheben. Auch Fanprodukte wie Dōjinshi werden teilweise als Alternative Manga bezeichnet. Einige Alternativen Werke werden unerwartet erfolgreich, verfilmt und übersetzt, sodass die Abgrenzung nicht klar zu treffen ist.
Frühe Vertreter waren die über Leihbüchereien vertriebenen Werke der Nachkriegszeit. Dieser Markt war verhältnismäßig groß, widmete sich aber an ein erwachsenes Publikum und gab den Autoren große künstlerische Freiheit. Den Leihbüchereien folge die inhaltlich ähnliche Gekiga-Bewegung der 1960er Jahre. 1964 gründete Katsuichi Nagai mit Garo das bedeutendste Magazin für Alternative Manga, ein weiteres war das von Osamu Tezuka gegründete COM. Die alternativen Künstler dieser Zeit hatten großen Einfluss auf die Geschichten in den großen kommerziellen Magazinen, in denen sich die an junge Männer gerichtete Gattung Seinen entwickelte. In dieser gingen große Teile der Gekiga-Bewegung auf. Ab Mitte der 1970er Jahre kamen daher deutlich weniger Underground-Werke heraus. Als Alternative Manga gelten seit den 1980er Jahren vor allem Werke von Künstlern wie Katsuhiro Otomo und Jirō Taniguchi, die sich vom westlichen Comic inspirieren ließen. Anfang der 2000er Jahre führte dies zur von Frédéric Boilet begründeten Bewegung des Nouvelle Manga, die den gegenseitigen Austausch und Experimente forderte. Daran beteiligt waren unter anderem Kan Takahama und Kiriko Nananan. Nachfolger des 1998 eingestellten Garo ist das Magazin Ax. Ähnliche auf Alternative oder Underground-Manga ausgerichteten Magazine sind Comic Beam, Ikki und Comic Faust.